# Acraea swynnertoni
Acraea swynnertoni är en fjärilsart som beskrevs av O'neil 1919. Acraea swynnertoni ingår i släktet Acraea och familjen praktfjärilar. Inga underarter finns listade i Catalogue of Life.